# Pseudolasius cibdelus
Pseudolasius cibdelus is een mierensoort uit de onderfamilie van de schubmieren (Formicinae). De wetenschappelijke naam van de soort is voor het eerst geldig gepubliceerd in 1992 door Wu & Wang.